# Волконский, Федул Фёдорович
Князь Федул Фёдорович Волконский (25 апреля 1630 — 11 мая 1707) — стольник и окольничий во времена правления Алексея Михайловича, Фёдора Алексеевича, правительницы Софьи Алексеевны, Ивана V и Петра I Алексеевичей.
Единственный сын воеводы и дипломата, князя Фёдора Фёдоровича Волконского «Шерихи» (? — 1665). Рюрикович в XXI поколении. Представитель 1-й ветви княжеского рода Волконских.

## Биография
Впервые упоминается в звании стольника, когда за царским столом потчивал царевичей Касимовского и Сибирского (03 апреля 1659), то же самое (08 июня 1662). По Боярской книге его поместный оклад с придачами 680 четвертей (1667). Встречал Кизилбашских послов (1675). Участвовал в чине погребения царя Фёдора Алексеевича (1682), поступил на службу в Холопий приказ (27 июня 1682). Упоминается в чине венчания на царство Ивана V и Петра I, на следующий день после коронации пожалован чином окольничего (28 июня 1682). Отправился из Москвы в Астрахань для принятия Имеретинского царя Арчила в русское подданство (16 мая 1683), куда прибыл (14 августа 1683) и был принят царём Арчилой (16 августа 1683). Прибыл с сыновьями Арчилы в Москву (10 августа 1684). Ездил перед Государём и царицей в Троице-Сергиев монастырь (30 июня 1688), в село Коломенское (сентябрь 1688). Как старший в роде, подал в Палату родословных дел поколенную роспись (1686), и принял активное участие в споре с однородцами, о происхождении рода от Черниговских князей. Вероятно, что был на воеводстве в Чернигове (до мая 1689), об его увольнение с этой должности упомянуто в царской грамоте. Участвовал в государевом походе в село Преображенское (май 1689). Сопровождал Святые иконы из Вознесенского монастыря (11 августа 1696). Шёл за иконами, вместе с бояриным и князем Ф. С. Урусовым к церкви пророка Ильи (26 августа 1697). Участвовал в Крестном ходу за Пречистенские ворота (20 июня 1699), из Успенского собора (01 и 08 августа 1699).
Умер († 11 мая 1707) в Москве. Похоронен в церкви Спаса Нерукотворного села Волыни Рязанского уезда.

## Семья
Женат дважды:
1. Федосья Григорьевна урождённая Унковская († 1669) — жена (с 1658), дочь Григория Яковлевича Унковского и Антонины Ульяновны урождённой Свиньиной, в 1-м браке за князем Никитой Васильевичем Ромодановским.
2. Татьяна Ивановна урождённая Чихачёва († 1708) — дочь Ивана Васильевича и Матрёны Чихачёвых.

Дети от первого брака:
- Князь Волконский Владимир Федулович († 26 марта 1691) — на его погребении был сам Патриарх в церкви Святого Благоверного князя Владимира, что в Садах.
- Княжна Прасковья Федуловна († май 1703) — о её наследстве хлопотало очень много родственников.